# 喬科區

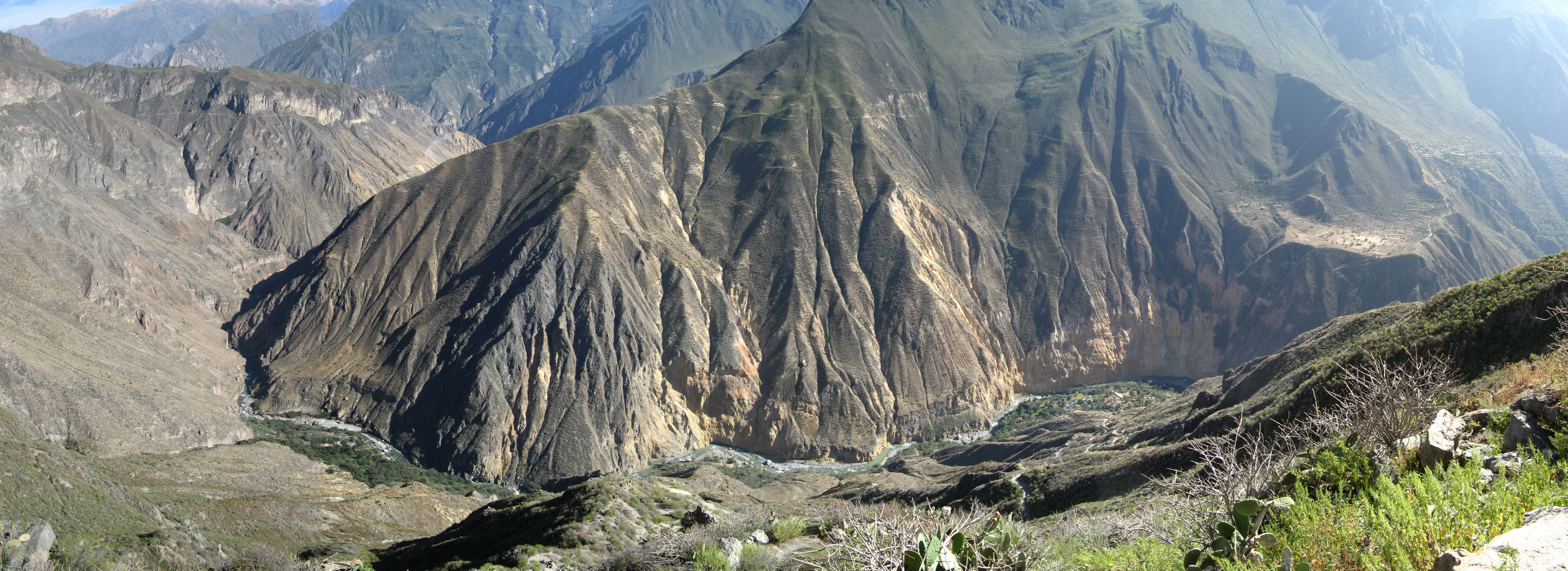

喬科區（西班牙語：Distrito de Choco），是秘魯的一個區，位於該國南部阿雷基帕大區的卡斯蒂利亞省，始建於1857年1月2日，面積904.33平方公里，海拔高度2,473米，2005年人口1,235，人口密度每平方公里1.4人。